# Paul Hanley
Paul Hanley, född 12 november 1977 i Melbourne, Australien, är en före detta tennisspelare från Australien.